# 诺瓦斯科舍省省长
诺瓦斯科舍省省长（英语：Premier of Nova Scotia）是加拿大诺瓦斯科舍省的政府首脑。省长由诺瓦斯科舍省省督委任，并成为省政府行政会议（Executive Council，即内阁）的主席。
现任省长为蒂姆·休斯頓（Tim Houston）；他于2021年8月31日就任省长。